# 天主教耶路撒冷宗主教區
天主教耶路撒冷宗主教區（拉丁語：Patriarchatus Hierosolymitanus Latinorum）是天主教會以基督教聖城耶路撒冷為中心的一個宗主教區，直屬聖座。耶路撒冷宗主教區是拉丁禮教會仅存的四個宗主教區之一，其他包括威尼斯、里斯本和東印度。

## 歷史

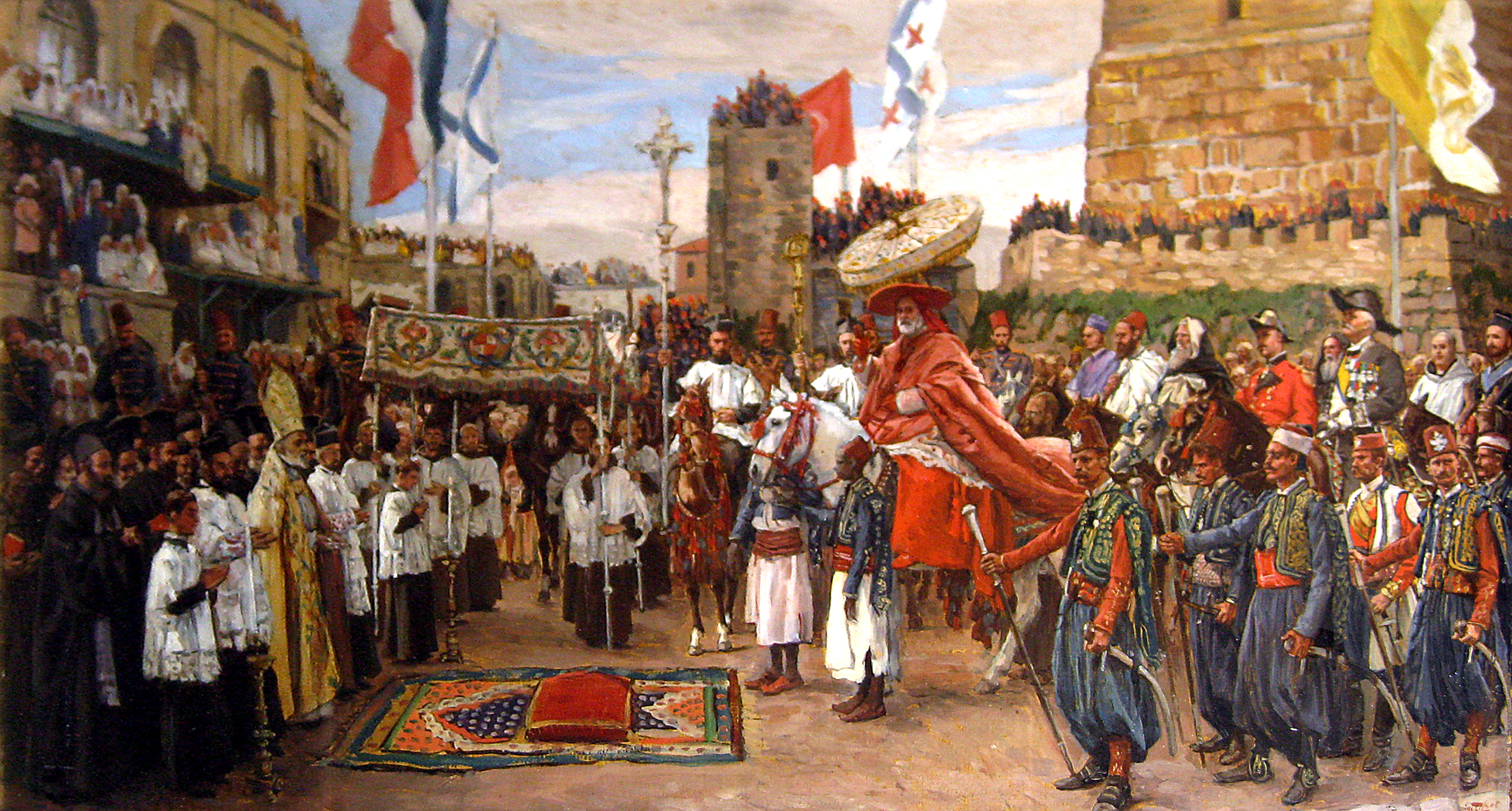
耶路撒冷宗主教進入耶路撒冷（作者：詹姆斯·迪索）

耶路撒冷是最初期宗徒傳下的主教之一。451年，迦克墩公會議上確定升為宗主教區。1054年，東西方教會大分裂，耶路撒冷聖地由耶路撒冷希臘正教牧首区所管理。
教宗烏爾班二世於1095年在克萊蒙特會議演講中，號召基督教徒前去征討東方的異教徒，奪回聖地耶路撒冷，從而引發了十字軍東征。1099年，第一次十字軍東征獲得耶路撒冷控制權，並建立耶路撒冷王國，拉丁禮宗主教區也同時被設立。當時宗主教區下設四個總教區和數個教區。可是於1187年，埃及穆斯林阿尤布王朝蘇丹薩拉丁又重新佔領了耶路撒冷，宗主教教座搬到阿卡。1291年，教座遷往塞浦路斯。
1295年，耶路撒冷宗主教區被降為領銜教區，教座改設在羅馬城外聖老楞佐聖殿。1342年，時任教宗克勉六世正式承認方濟各會會士為聖地保管人。
1847年7月23日，教宗庇護九世將教座遷回耶路撒冷及恢復宗主教區。

## 現況

耶路撒冷宗主教區管轄範圍圖

耶路撒冷宗主教因職權為阿拉伯地區拉丁禮主教團當然(ex officio)主席。宗主教轄下堂區遍布巴勒斯坦、以色列、約旦及塞浦路斯。
2011年教友人數達161,400名，由66名司鐸管理65個堂區，其中拉丁禮團體是耶路撒冷最大的基督宗教社區，估計在11,000名基督徒人口中佔約4,500人。
現任主教為伯鐸·皮扎巴拉。輔理主教為威廉·漢納·舒馬利。榮休宗主教為彌額爾·薩巴赫和福阿德·特瓦爾，榮休輔理主教為卡馬勒·漢納·巴西什、薩利姆·薩耶格和馬倫·埃利阿斯·尼邁赫·拉赫姆。

## 外部連結
- 耶路撒冷宗主教區網站 （页面存档备份，存于）
- 聖雅各伯牧區希伯來語說到天主教徒 （页面存档备份，存于）
- （页面存档备份，存于） 天主教會聖統制網站
- （页面存档备份，存于） 若望保祿二世在聖墓教堂講道